# أمانة (إسلام)
الأمانة هي أحد الأخلاق التي فرضها الإسلام على المسلمين.

## تعريفات الأمانة

### الأَمانَةُ لغةً
أمن -الأمن وأمانة-الأمانة وأمان-الأمان: الوفاء. والأَمانَةُ الوديعة، وفلان أمين أي وفي لا يتعدى على حق الغير.المعجم الوسيط الأَمانَةُ في الأصل مصادر، ويُجْعَل الأَمَانُ تارة اسمًا للحالة التي يكون عليها الإنسان في الأَمْن، وتارة اسمًا لما يؤمن عليه الإنسان.

### الأمانة اصطلاحاً
هي كلُّ حقٍّ لزمك أداؤه وحفظه.
- وقيل هي: (التَّعفُّف عمَّا يتصرَّف الإنسان فيه مِن مال وغيره، وما يوثق به عليه مِن الأعراض والحرم مع القدرة عليه، وردُّ ما يستودع إلى مودعه) .
- وقال الكفوي في تعريف الأمَانَة: (كلُّ ما افترض على العباد فهو أمانة، كصلاة وزكاة وصيام وأداء دين، وأوكدها الودائع وأوكد الودائع كتم الأسرار)[2]

## الأمانة في النصوص الشرعية
- فتح النبي ﷺ مكة، ودخل المسجد الحرام فطاف حول الكعبة، وبعد أن انتهى من طوافه دعا عثمان بن طلحة -حامل مفتاح الكعبة- فأخذ منه المفتاح، وتم فتح الكعبة، فدخلها النبي ﷺ، ثم قام على باب الكعبة فقال: (لا إله إلا الله وحده، صدق وعده، ونصر عبده وهزم الأحزاب وحده...).

ثم جلس في المسجد فقام علي بن أبي طالب وقال: يا رسول الله، اجعل لنا الحجابة مع السقاية. فقال النبي: (أين عثمان بن طلحة؟) فجاءوا به، فقال له النبي ﷺ: (هاك مفتاحك يا عثمان اليوم يوم برٍّ ووفاء) سيرة ابن هشام. ونزل في هذا قول الله تعالى في:
- سورة النساء ﴿إِنَّ اللَّهَ يَأْمُرُكُمْ أَنْ تُؤَدُّوا الْأَمَانَاتِ إِلَى أَهْلِهَا وَإِذَا حَكَمْتُمْ بَيْنَ النَّاسِ أَنْ تَحْكُمُوا بِالْعَدْلِ إِنَّ اللَّهَ نِعِمَّا يَعِظُكُمْ بِهِ إِنَّ اللَّهَ كَانَ سَمِيعًا بَصِيرًا ۝٥٨﴾ [النساء:58].[3]

وهكذا رفض النبي إعطاء المفتاح لعلي ليقوم بخدمة الحجيج وسقايتهم، وأعطاه عثمان بن طلحة امتثالا لأمر الله برد الأمانات إلى أهلها.

### الأمانة في الإسلام
الأمانة هي أداء الحقوق، والمحافظة عليها، فالمسلم يعطي كل ذي حق حقه؛ يؤدي حق الله في العبادة، ويحفظ جوارحه عن الحرام، ويرد الودائع... إلخ.
وهي خلق جليل من أخلاق الإسلام، وأساس من أسسه، فهي فريضة عظيمة حملها الإنسان، بينما رفضت السماوات والأرض والجبال أن يحملنها لعظمها و ثقلها، يقول تعالى:
- سورة الأحزاب ﴿إِنَّا عَرَضْنَا الْأَمَانَةَ عَلَى السَّمَاوَاتِ وَالْأَرْضِ وَالْجِبَالِ فَأَبَيْنَ أَنْ يَحْمِلْنَهَا وَأَشْفَقْنَ مِنْهَا وَحَمَلَهَا الْإِنْسَانُ إِنَّهُ كَانَ ظَلُومًا جَهُولًا ۝٧٢﴾ [الأحزاب:72].[3]
- وقد أمرنا الله بأداء الأمانات، فقال تعالى: ﴿إِنَّ اللَّهَ يَأْمُرُكُمْ أَنْ تُؤَدُّوا الْأَمَانَاتِ إِلَى أَهْلِهَا وَإِذَا حَكَمْتُمْ بَيْنَ النَّاسِ أَنْ تَحْكُمُوا بِالْعَدْلِ إِنَّ اللَّهَ نِعِمَّا يَعِظُكُمْ بِهِ إِنَّ اللَّهَ كَانَ سَمِيعًا بَصِيرًا ۝٥٨﴾ سورة النساء.[3]
- وجعل الرسول الأمانة دليلا على إيمان المرء وحسن خلقه، فقال: (لا إيمان لمن لا أمانة له، ولا دين لمن لا عهد له)[أحمد].

## الأنبياء والأمانة
الأنبياء والرسل هم أمناء الله في أرضه على شرائعه ودينه لذلك كانت الأمانة واجبة لهم كما قال هود عليه السلام:
- ﴿أُبَلِّغُكُمْ رِسَالَاتِ رَبِّي وَأَنَا لَكُمْ نَاصِحٌ أَمِينٌ ۝٦٨﴾ سورة الأعراف، وكما قال يوسف عليه السلام:
- ﴿وَقَالَ الْمَلِكُ ائْتُونِي بِهِ أَسْتَخْلِصْهُ لِنَفْسِي فَلَمَّا كَلَّمَهُ قَالَ إِنَّكَ الْيَوْمَ لَدَيْنَا مَكِينٌ أَمِينٌ ۝٥٤﴾ سورة يوسف [3]، وكما قالت ابنة شعيب عليه السلام في وصف موسى عليه السلام حيث قالت :
- ﴿قَالَتْ إِحْدَاهُمَا يَا أَبَتِ اسْتَأْجِرْهُ إِنَّ خَيْرَ مَنِ اسْتَأْجَرْتَ الْقَوِيُّ الْأَمِينُ ۝٢٦﴾ سورة القصص.[3]

## أمانة النبي صلى الله عليه وسلم

### أمانته بحمل رسالة الإسلام
لقد كان الرسول محمد ﷺ مثالاً للأمانة كيف لا وقد ائتمنه الله تعالى على رسالته الخاتمة فكان خير من أدى هذه الأمانة إلى حد الكمال فقد قال تعالى: ﴿حُرِّمَتْ عَلَيْكُمُ الْمَيْتَةُ وَالدَّمُ وَلَحْمُ الْخِنْزِيرِ وَمَا أُهِلَّ لِغَيْرِ اللَّهِ بِهِ وَالْمُنْخَنِقَةُ وَالْمَوْقُوذَةُ وَالْمُتَرَدِّيَةُ وَالنَّطِيحَةُ وَمَا أَكَلَ السَّبُعُ إِلَّا مَا ذَكَّيْتُمْ وَمَا ذُبِحَ عَلَى النُّصُبِ وَأَنْ تَسْتَقْسِمُوا بِالْأَزْلَامِ ذَلِكُمْ فِسْقٌ الْيَوْمَ يَئِسَ الَّذِينَ كَفَرُوا مِنْ دِينِكُمْ فَلَا تَخْشَوْهُمْ وَاخْشَوْنِ الْيَوْمَ أَكْمَلْتُ لَكُمْ دِينَكُمْ وَأَتْمَمْتُ عَلَيْكُمْ نِعْمَتِي وَرَضِيتُ لَكُمُ الْإِسْلَامَ دِينًا فَمَنِ اضْطُرَّ فِي مَخْمَصَةٍ غَيْرَ مُتَجَانِفٍ لِإِثْمٍ فَإِنَّ اللَّهَ غَفُورٌ رَحِيمٌ ۝٣﴾ سورة المائدة.

### لُقِب قبل البعثة بالصادق الأمين
الأمانة من أَخَصِّ الأوصاف التي اتصف بها منذ نشأته ﷺ حتى لَصِقت به قبل بعثته، فنعتته قريش بالصادق الأمين، واشتُهِر بذلك عند أهل مكة فحكَّموه في خصوماتهم، واستودعوه أماناتهم، فما حُفظت عنه غدرة، ولا عُرفت له في أمانته زلة، نعم، فقد كان المشركين يتركون ودائعهم عنده ليحفظها لهم؛ وحينما هاجر من مكة إلى المدينة، ترك علي بن أبي طالب عليه السلام، ليعطي المشركين الودائع والأمانات التي تركوها عنده.

### أمانته مع السيدة خديجة
لقد استأمنته السيدة خديجة رضي الله عنها على أموالها فاتجر بها، وأربحها ضِعْفَ ما كان يُربحُهَا غيرَه، فما كتمها شيئا، ولا أخفاه عنها وكان ذلك قبل بعثته ﷺ وقبل أن يتزوج بها، ثم تزوج بها وكانت أول زوجة له، وأول من صدقه واتبعه من الناس.

### أول ما دعا إليه الأمانة
كان من أوائلِ ما دعا الناسَ إليه إبَّان بعثته ﷺ أداءُ الأمانة، ودليل ذلك أن جعفر بن أبي طالب رضي الله عنه لما قابل النجاشي، وسأله النجاشي عن دينهم، أجابه جعفر رضي الله عنه فقال له: (أَيُّهَا الْمَلِكُ، كنا قَوْماً أَهْلَ جَاهِلِيَّةٍ نَعْبُدُ الأَصْنَامَ وَنَأْكُلُ الْمَيْتَةَ وَنَأْتِي الْفَوَاحِشَ وَنَقْطَعُ الأَرْحَامَ ونسيء الْجِوَارَ يَأْكُلُ الْقَوِىُّ مِنَّا الضَّعِيفَ فَكُنَّا على ذلك حتى بَعَثَ الله إِلَيْنَا رَسُولاً مِنَّا نَعْرِفُ نَسَبَهُ وَصِدْقَهُ وَأَمَانَتَهُ وَعَفَافَهُ فَدَعَانَا إلى الله لِنُوَحِّدَهُ وَنَعْبُدَهُ وَنَخْلَعَ ما كنا نَحْنُ نعبد وَآبَاؤُنَا من دُونِهِ مِنَ الْحِجَارَةِ وَالأَوْثَانِ وَأَمَرَنَا بِصِدْقِ الحديث وَأَدَاءِ الأَمَانَةِ وَصِلَةِ الرَّحِمِ وَحُسْنِ الْجِوَارِ)

### شهد بأمانته أعدائه قبل أصدقائه
نعم شهد بأمانة الرسول ﷺ أعدائه قبل أصدقائه وصحابته فها هو أبو سفيان زعيم مكة قبل إسلامه يشهد للنبي ﷺ بصفة الأمانة لما سأله عظيم الروم هرقل عن ذلك ثم قال هرقل: (وَسَأَلْتُكَ بِمَاذَا يَأْمُرُكُمْ؟ فَزَعَمْتَ أَنَّهُ يَأْمُرُكُمْ أَنْ تَعْبُدُوا اللَّهَ ولا تُشْرِكُوا بِهِ شيئا وَيَنْهَاكُمْ عَمَّا كان يَعْبُدُ آبَاؤُكُمْ، وَيَأْمُرُكُمْ بِالصَّلَاةِ والصدق وَالْعَفَافِ وَالْوَفَاءِ بِالْعَهْدِ وَأَدَاءِ الْأَمَانَةِ، قال: وَهَذِهِ صِفَةُ النبي).
```
 عرضت
```

الأمانة لها أنواع كثيرة، منها:

### الأمانة في العبادة
فمن الأمانة أن يلتزم المسلم بالتكاليف، فيؤدي فروض الدين كما ينبغي، ويحافظ على الصلاة والصيام وبر الوالدين، وغير ذلك من الفروض التي يجب علينا أن نؤديها بأمانة لله رب العالمين.

### الأمانة في حفظ الجوارح
وعلى المسلم أن يعلم أن الجوارح والأعضاء كلها أمانات، يجب عليه أن يحافظ عليها، ولا يستعملها فيما يغضب الله؛ فالعين أمانة يجب عليه أن يغضها عن الحرام، والأذن أمانة يجب عليه أن يجنِّبَها سماع الحرام، واليد أمانة، والرجل أمانة...الخ.

### حفظ الودائع
و من الأمانة  أداؤها لأصحابها عندما يطلبونها كما هي، مثلما فعل الرسول مع المشركين، فقد كانوا يتركون ودائعهم عند الرسول ليحفظها لهم؛ فقد عرف الرسول بصدقه وأمانته بين أهل مكة، فكانوا يلقبونه قبل البعثة بالصادق من الأمين، وحينما هاجر الرسول من مكة إلى المدينة، ترك علي بن أبي طالب ليعطي المشركين الودائع والأمانات التي تركوها عنده.

### الأمانة في العمل
ومن الأمانة أن يؤدي المرء ما عليه على خير وجه، فالعامل يتقن عمله ويؤديه بإجادة وأمانة، والطالب يؤدي ما عليه من واجبات، ويجتهد في تحصيل علومه ودراسته، ويخفف عن والديه الأعباء، وهكذا يؤدي كل امرئٍ واجبه بجد واجتهاد.

### الأمانة في الكلام
ومن الأمانة أن يلتزم المسلم بالكلمة الجادة، فيعرف قدر الكلمة وأهميتها؛ فالكلمة قد تُدخل صاحبها الجنة وتجعله من أهل التقوى، كما قال الله:
- سورة إبراهيم ﴿أَلَمْ تَرَ كَيْفَ ضَرَبَ اللَّهُ مَثَلًا كَلِمَةً طَيِّبَةً كَشَجَرَةٍ طَيِّبَةٍ أَصْلُهَا ثَابِتٌ وَفَرْعُهَا فِي السَّمَاءِ ۝٢٤﴾ [إبراهيم:24].[3]

وقد ينطق الإنسان بكلمة الكفر فيصير من أهل النار، وضرب الله مثلا لهذه الكلمة بالشجرة الخبيثة، قوله تعالى في:
- سورة إبراهيم ﴿وَمَثَلُ كَلِمَةٍ خَبِيثَةٍ كَشَجَرَةٍ خَبِيثَةٍ اجْتُثَّتْ مِنْ فَوْقِ الْأَرْضِ مَا لَهَا مِنْ قَرَارٍ ۝٢٦﴾ [إبراهيم:26].[3]

وقد بين الرسول ﷺ أهمية الكلمة وأثرها، فقال: «إن الرجل لَيتَكَلَّمُ بالكلمة من رضوان الله، ما كان يظن أن تبلغ ما بلغتْ، يكتب الله له بها رضوانه إلى يوم يلقاه، وإن الرجل ليتكلم بالكلمة من سخط الله، ما كان يظن أن تبلغ ما بلغتْ، يكتب الله له بها سخطه إلى يوم يلقاه» [مالك]. والمسلم يتخير الكلام الطيب ويتقرب به إلى الله، قال النبي: «والكلمة الطيبة صدقة» مسلم.

### المسؤولية أمانة
كل إنسان مسئول عن شيء يعتبر أمانة في عنقه، سواء أكان حاكماً أم والداً أم ابنًا، وسواء أكان رجلا أم امرأة فهو راعٍ ومسئول عن رعيته، قال: «ألا كلكم راعٍ وكلكم مسئول عن رعيته، فالأمير الذي على الناس راعٍ وهو مسئول عن رعيته، والرجل راعٍ على أهل بيته وهو مسئول عنهم، والمرأة راعية على بيت بعلها (زوجها) وولده وهي مسئولة عنهم، والعبد راع على مال سيده وهو مسئول عنه، ألا فكلكم راع وكلكم مسئول عن رعيته» [متفق عليه].
الأمانة في حفظ الأسرار: فالمسلم يحفظ سر أخيه ولا يخونه ولا يفشي أسراره، وقد قال النبي: «إذا حدَّث الرجل بالحديث ثم التفت فهي أمانة» [أبو داود والترمذي].
الأمانة في البيع: المسلم لا يغِشُّ أحدًا، ولا يغدر به ولا يخونه، وقد مرَّ النبي على رجل يبيع طعامًا فأدخل يده في كومة الطعام، فوجده مبلولا، فقال له: (ما هذا يا صاحب الطعام؟). فقال الرجل: أصابته السماء (المطر) يا رسول الله، فقال النبي: (أفلا جعلتَه فوق الطعام حتى يراه الناس؟ من غَشَّ فليس مني) [مسلم]. روى عن عبد الله بن دينار أنه قال: خرجت مع عمر بن الخطاب رضي الله عنه إلى مكة، فعرسنا في بعض الطريق، فانحدر بنا راعٍ من الجبل فقال له: يا راعي، بعني شاة من هذه الغنم، فقال: إني مملوك فقال: قل لسيدك أكلها الذئب، فقال الراعي: فأين الله؟ فبكى عمر رضي الله عنه ثم غدا مع المملوك، فاشتراه من مولاه، وأعتقه، وقال: اعتقتك في الدنيا هذه الكلمة، وأرجو ان تعتقك في الآخرة.

## فضل الأمانة
عندما يلتزم الناس بالأمانة يتحقق لهم الخير، ويعمهم الحب، وقد أثنى الله على عباده المؤمنين بحفظهم للأمانة، فقال تعالى:
- ﴿وَالَّذِينَ هُمْ لِأَمَانَاتِهِمْ وَعَهْدِهِمْ رَاعُونَ ۝٣٢﴾ [المعارج:32]. وفي الآخرة يفوز الأمناء برضا ربهم، وبجنة عرضها السماوات والأرض أعدت للمتقين.[6]

## الخيانة
كل إنسان لا يؤدي ما يجب عليه من أمانة فهو خائن، والله لا يحب الخائنين، قال تعالى:
- ﴿وَلَا تُجَادِلْ عَنِ الَّذِينَ يَخْتَانُونَ أَنْفُسَهُمْ إِنَّ اللَّهَ لَا يُحِبُّ مَنْ كَانَ خَوَّانًا أَثِيمًا ۝١٠٧﴾ [النساء:107].

وقد أمرنا الله -عز وجل- بعدم الخيانة، فقال تعالى:
- ﴿يَا أَيُّهَا الَّذِينَ آمَنُوا لَا تَخُونُوا اللَّهَ وَالرَّسُولَ وَتَخُونُوا أَمَانَاتِكُمْ وَأَنْتُمْ تَعْلَمُونَ ۝٢٧﴾ [الأنفال:27]. وقد أمرنا النبي بأداء الأمانة مع جميع الناس، وألا نخون من خاننا، فقال: «أدِّ الأمانة إلى من ائتمنك، ولا تَخُنْ من خانك» أبو داود والترمذي وأحمد.
- جزاء الخيانة: بيَّن النبي أن خائن الأمانة سوف يعذب بسببها في النار، وسوف تكون عليه خزيا وندامة يوم القيامة، وسوف يأتي خائن الأمانة يوم القيامة مذلولا عليه الخزي والندامة، قال النبي: «لكل غادر لواء يعرف به يوم القيامة» [متفق عليه].. ويا لها من فضيحة وسط الخلائق‍!! تجعل المسلم يحرص دائمًا على الأمانة، فلا يغدر بأحد، ولا يخون أحدًا، ولا يغش أحدًا، ولا يفرط في حق الله عليه.
- الخائن منافق: الأمانة علامة من علامات الإيمان، والخيانة إحدى علامات النفاق، يقول النبي: «آية المنافق ثلاث: إذا حدَّث كذب، وإذا وعد أخلف، وإذا ائْتُمِنَ خان» [متفق عليه]. فلا يضيع الأمانة ولا يخون إلا كل منافق، أما المسلم فهو بعيد عن ذلك.[7]